# Evangelische Kirche Vohwinkel

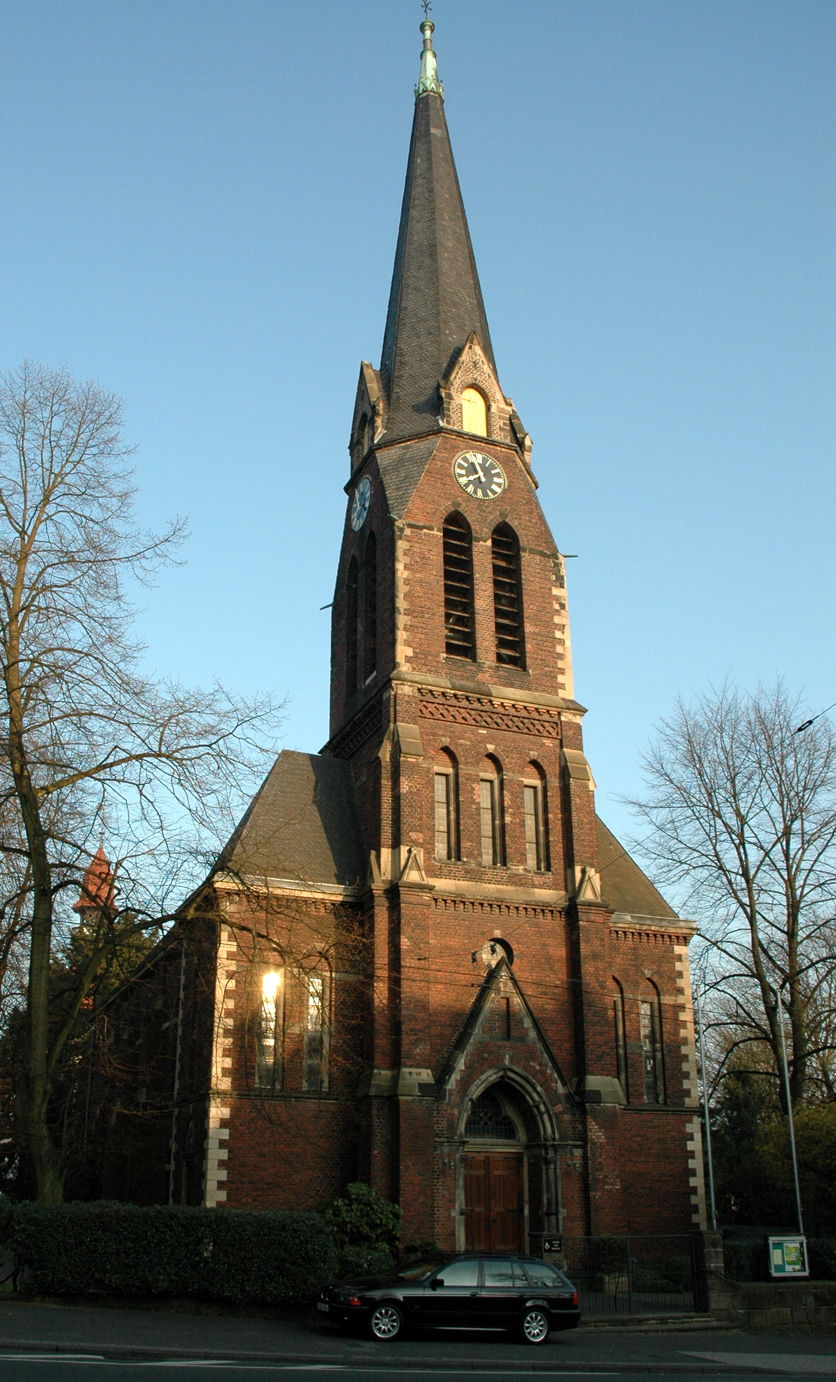
Evangelische Kirche Vohwinkel

Die Evangelische Kirche Vohwinkel ist ein historischer Sakralbau in der bergischen Großstadt Wuppertal.

## Lage
Die Kirche befindet sich in Vohwinkel, dem westlichsten Ortsteil und Stadtbezirk (im Wohnquartier Vohwinkel-Mitte) südlich des Ortszentrums. Das Gemeindehaus Gräfrather Straße befindet sich auf der gegenüberliegenden Straßenseite.

## Geschichte
Die Evangelische Gemeinde in der – nicht zuletzt aufgrund der Eisenbahnverbindungen – rasch wachsenden Ortschaft Vohwinkel spaltete sich 1886 von der „Muttergemeinde“ in Sonnborn ab und wurde durch eine Erektionsurkunde vom 31. Mai 1886 eine selbstständige Pfarrei. Gottesdienste und Gemeindeversammlungen fanden zunächst in einem kleinen Gebäude in der damaligen „Friedrichstraße“ statt, das aber auch trotz Erweiterung bald für die auf gut 1900 Mitglieder zählende Kirchengemeinde zu beengt war. Daher wurden auf verschiedenen Wegen Gelder für den Bau einer eigenen Kirche gesammelt.
Nachdem genügend Mittel zur Verfügung standen und ein geeigneter Bauplatz an der damaligen „Solinger Straße“ in Vohwinkel (heute „Gräfrather Straße“) gefunden wurde, erfolgte am 25. Juli 1889 die Grundsteinlegung. Sie wurde nach den Plänen des Elberfelder Architektenbüros „Plange & Hagenberg“ und einer Prüfung der selbigen durch die „Abtheilung für Kirchenverwaltung und Schulwesen in Düsseldorf der königlichen Regierung“ im neugotischen Stil erbaut und konnte knapp anderthalb Jahre später am 7. November 1890 eingeweiht werden.
Bei dem Luftangriff auf Vohwinkel am 1. Januar 1945 wurde auch die Kirche getroffen und stark beschädigt; neben Schäden am Turm und Kirchenschiff gingen auch alle Kirchenfenster zu Bruch. Diese Schäden konnten bis 1946 zunächst provisorisch behoben werden. 1962 erfolgte eine grundlegende Sanierung des Kirchengebäudes und 1964 wurde durch Alfred Führer eine neue Orgel eingebaut.

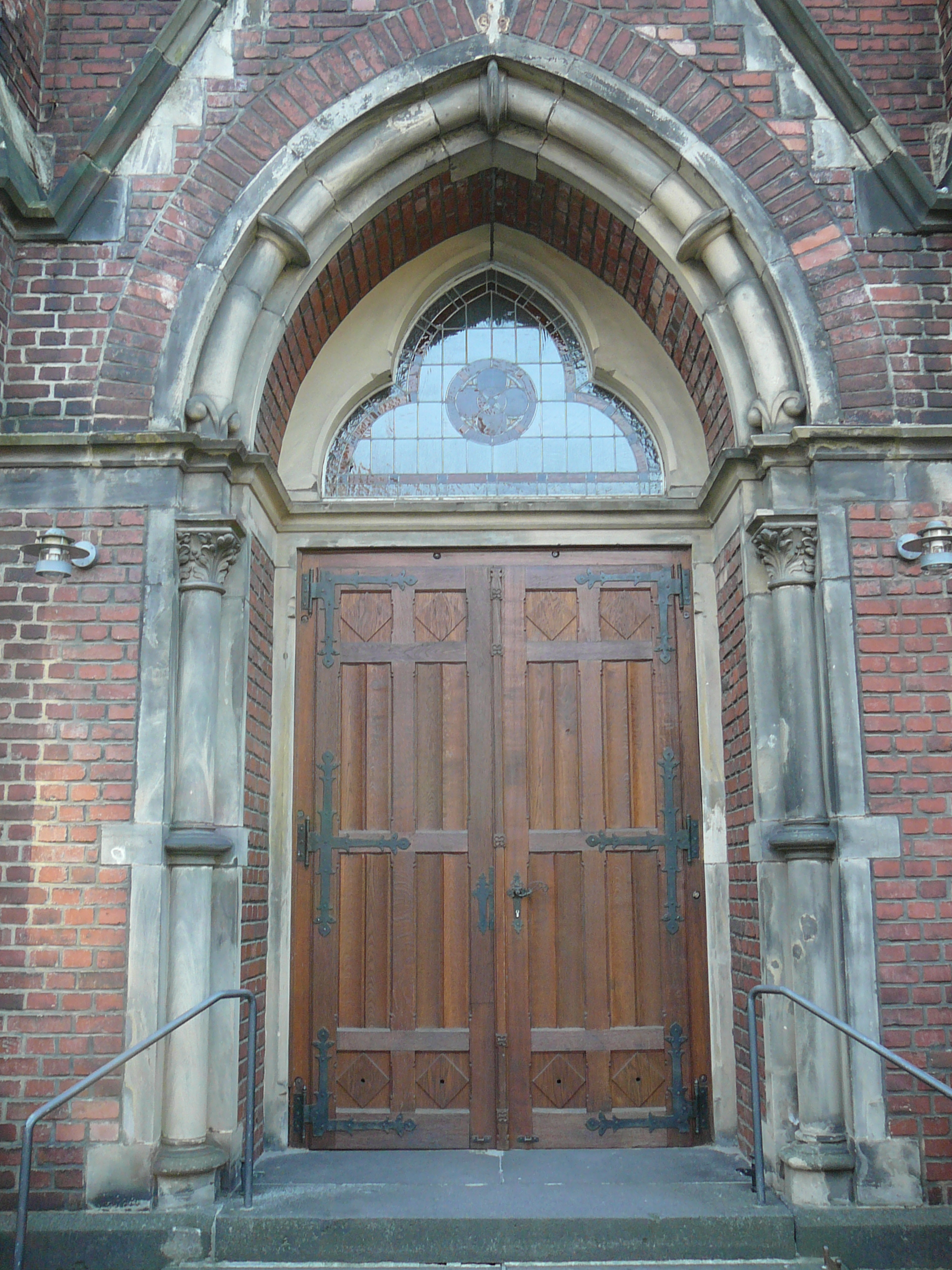
Eingangsportal

## Beschreibung
Das Bauwerk hat eine Länge von gut 32 Metern bei einer Breite von etwa 14,5 Metern. Das Mauerwerk besteht aus dunkelroten Ziegelsteinen, während einige Zierelemente wie beispielsweise die Eckpilaster und das Portal des Haupteingangs, das sich am Fuße des Turms befindet, zur optischen Absetzung aus Sandstein bestehen. Der Innenraum besitzt ein mittiges Gestühl, das beidseitig von Gängen zum Chor hin umgeben ist und von einem Tonnengewölbe überspannt wird. Die Seitenwände sind durch Strebepfeiler gegliedert und besitzen jeweils vier Doppelfenster mit Spitzbogenfriesen. Das Satteldach des einschiffigen Kirchenbaus ist mit Schiefer gedeckt, ebenso wie die polygonale Dachspitze des (unüblich) östlich stehenden, rechteckigen Kirchturms, der sich nach oben hin verjüngt und zu allen vier Seiten hin Zifferblätter der Turmuhr besitzt. Er besitzt beidseitige, etwas über den Grundriss des Kirchenschiffs hinausragende Anbauten, in denen sich die Aufgänge zur Empore befinden. Der Turm ist deutlich höher als der übrige Kirchenbau und prägt neben weiteren markanten Gebäuden (wie dem ehemaligen historischen Rathaus Vohwinkel oder der katholischen Kirche) das Ortsbild von Vohwinkel und stellt eine Landmarke dar.
Die von Bäumen auf dem Kirchplatz umstandene Kirche ist Eigentum der Evangelischen Kirchengemeinde Vohwinkel, die zum Kirchenkreis Wuppertal der Evangelischen Kirche im Rheinland gehört, und ihre größte Predigtstätte.

## Orgel
Wie die Glocken wurde auch die erste Orgel durch Spenden finanziert. Das Instrument der Firma Sauer (op. 532) hatte 20 Register auf zwei Manualen. Allerdings existierte kein einziges Register auf Zwei-Fuß-Basis und auch kein Aliquotregister, nur eine tiefliegende vierfache Mixtur. Das sorgte für einen sehr dunklen Klang, der zwar Fülle, aber keine Strahlkraft besaß. Das Pedal war mechanisch gesteuert, die Manuale allerdings pneumatisch. Diese Kombination aus beiden Orgelbautechniken kann zu Problemen im Zusammenklang führen, da die pneumatische Traktur gegenüber der mechanischen stets minimal verzögert ist. Zudem sei das Instrument technisch unzuverlässig gewesen und wurde 1963 demontiert.
Die Orgelbaufirma Führer aus Wilhelmshaven baute eine neue Schleifladen-Orgel mit mechanischer Traktur ein, die am 4. Oktober 1964, am Erntedanktag, durch den damaligen Organisten Rudolf Buschmann eingeweiht wurde. Letzterer hatte auch die Disposition entworfen.
Seit dem Einbau gab es geringe Veränderungen: Die auf dem Schwellwerk ursprünglich eingebaute Klingende Zimbel 3f. wurde zu einem unbekannten Zeitpunkt durch einen Nasat 2 2⁄3′ ersetzt. Zudem wurde die Oktav 2' der Mixtur 6f. auf dem Hauptwerk mutmaßlich erst deutlich nach der planmäßigen Fertigstellung hinzugefügt. Darauf deutet die oben verlinkten Quelle hin (Joachim Dorfmüller: 300 Jahre Orgelbau im Wuppertal, Born-Verlag 1980), in der die Oktav 2' noch nicht aufgelistet ist. Im Sommer 2012 fand eine umfassende Sanierung der Orgel statt.
Die Form des Prospekts erinnert an einen Engel mit ausgebreiteten Flügeln. Die Orgel besitzt 26 Register auf zwei Manualen und Pedal, einen Schwellkasten, drei Koppeln sowie einen Tremulanten auf dem Schwellwerk. Sie hat 1980 Pfeifen. Die Disposition ist wie folgt:
| I Hauptwerk |                     |       |
| 1.          | Quintade            | 16′   |
| 2.          | Prinzipal           | 8′    |
| 3.          | Spillflöte          | 8′    |
| 4.          | Oktave              | 4′    |
| 5.          | Blockflöte          | 4′    |
| 6.          | Quinte              | 2 ⁄3′ |
| 7.          | Waldflöte           | 2'    |
| 8.          | Oktav 2' mit Mixtur | 6f.   |
| 9.          | Trompete            | 8'    |

| II Schwellwerk |             |       |
| 10.            | Dolcan      | 8′    |
| 11.            | Gedackt     | 8′    |
| 12.            | Gemshorn    | 4′    |
| 13.            | Rohrflöte   | 4′    |
| 14.            | Schwiegel   | 2'    |
| 15.            | Sesquialter | 2f.   |
| 16.            | Sifflöte    | 1′    |
| 17.            | Scharff     | 4f.   |
| 18.            | Nasat       | 1 ⁄3′ |
| 19.            | Krummhorn   | 8'    |
|                | Tremulant   |       |

| Pedalwerk |              |     |
| 20.       | Subbass      | 16′ |
| 21.       | Prinzipal    | 8′  |
| 22.       | Gedackt      | 8′  |
| 23.       | Choralbass   | 4′  |
| 24.       | Nachthorn    | 2'  |
| 25.       | Rauschpfeife | 4f. |
| 26.       | Posaune      | 16' |

- Koppeln: I/P, II/P, I/II

## Glocken
Die drei ersten Glocken, die in der neu erbauten Kirche installiert wurden, konnten durch Spenden finanziert werden. Für Glocken und die Kirchenausstattung insgesamt wurden 6000 Goldmark eingeworben.
Im Zuge des Ersten Weltkriegs wurden die Glocken beschlagnahmt und zu Waffen verarbeitet. Am 14. November 1925 konnte ein neues Geläut aus drei Glocken eingeweiht werden. Davon ist nur noch eine Glocke mit der Tonhöhe d1 erhalten, die anderen beiden wurden im Zweiten Weltkrieg für die Rüstung verwendet.
Nach dem Zweiten Weltkrieg wurden drei neue Glocken der Firma Rincker aus Sinn (Hessen) hinzugefügt, sie erhielten Inschriften vorheriger Glocken. Das nun vierfache Geläut wurde am 26. Januar 1958 in einem Festgottesdienst eingeweiht.
| Nr. | Inschrift                                                                                   | Einweihung | Gießer, Gussort | Durchmesser | Gewicht | Schlagton |
| 1   | „Der Krieg schlug mich nieder, die Liebe schuf mich wieder“ und „Seid fröhlich in Hoffnung“ | 1958       | Rincker, Sinn   | 1,56 m      | 2050 kg | c1        |
| 2   | „Geduldig in Trübsal“                                                                       | 1925       | unbekannt       | 1,40 m      | 1600 kg | d1        |
| 3   | „Haltet an am Gebet“ (Römer 12,12)                                                          | 1958       | Rincker, Sinn   | 1,18 m      | 940 kg  | f1        |
| 4   | „Land, Land, höre des Herrn Wort“ (Jeremia 22,29)                                           | 1958       | Rincker, Sinn   | 1,05 m      | 670 kg  | g1        |

## Denkmalschutz
Die Kirche wurde am 13. April 1989 von der unteren Denkmalbehörde bei der Stadt Wuppertal als Baudenkmal ausgewiesen und unter der Denkmalnummer 1564 in die Liste der Baudenkmale aufgenommen.